# John Connolly (musicista)
John Connolly (Atlanta, 21 ottobre 1967) è un musicista statunitense, attuale chitarrista dei Sevendust e frontman del supergruppo Projected.

## Biografia

### Piece Dogs
John Connolly inizia la sua carriera di musicista nel 1989, quando vede la luce ad Atlanta, Georgia la band di genere thrash metal "Piece Dogs". Egli ne è il batterista, ed insieme agli altri membri (Kyle Sanders al basso, Mike Grimmett alla chitarra e Greg Anderson alla voce) pubblica, nel 1993 sotto l'etichetta discografica Energy Records, l'album Exes for Eyes, primo ed unico LP del gruppo che di lì a poco si scioglie.

### Sevendust
Nel 1994, entra a far parte degli "Snake Nation", che poi passando per altre denominazioni (quali "Rumblefish" e "Crawlspace") nel 1995 diventano i Sevendust. Due anni più tardi, i fondatori Morgan Rose alla batteria e Vinnie Hornsby al basso, più le new entries Connolly e Clint Lowery alle chitarre e Lajon Witherspoon alla voce, pubblicano con l'ausilio della casa discografica TVT Records il loro primo album, Sevendust, seguito da Home, Animosity, Seasons, Southside: Double-Wide: Acoustic Live, Next, Alpha, Chapter VII: Hope & Sorrow e Cold Day Memory. Connolly contribuisce alla stesura di musiche e testi, rendendosi pertanto elemento fondamentale per i successi e le posizioni in classifica raggiunti dalla band.

### Projected
Nel 2012, insieme ad Horsby, partecipa al progetto di un supergruppo dal nome Projected, cui prendono parte anche Scott Phillips (batterista di Alter Bridge e Creed) e Eric Friedman (ex chitarrista dei Submersed e turnista dei Creed). Il primo album della band, Human, viene pubblicato il 18 settembre dalla casa discografica di Connolly, Yaya Papu Records. Secondo Connolly, l'idea alla base del progetto era quella di un «gruppo d'amici che si riuniscono in studio per registrare della musica», «senza pressioni di una casa discografica e senza schemi prefissati». Nella band egli è cantante e primo chitarrista, oltreché paroliere.

## Equipaggiamento
Connolly è solito utilizzare chitarre prodotte dalla Dean Guitars, in particolare modelli Soltero. In passato ha anche utilizzato Gibson Les Paul e Epiphone.

## Discografia

### Con i Piece Dogs
- 1993 - Exes for Eyes

### Sevendust

#### Album in studio
- 1997 - Sevendust
- 1999 - Home
- 2001 - Animosity
- 2003 - Seasons
- 2005 - Next
- 2007 - Alpha
- 2008 - Chapter VII: Hope & Sorrow
- 2010 - Cold Day Memory
- 2013 - Black Out the Sun
- 2015 - Kill the Flaw

#### Live
- 2004 - Southside: Double-Wide: Acoustic Live

### Con i Projected
- 2012 - Human